# Seigneurie d'Ibelin
Pour les articles homonymes, voir Ibelin.
1141–1187
Entités précédentes :
- Fatimides

Entités suivantes :
- Sultanat Ayyoubide

La seigneurie d'Ibelin est un des arrière-fiefs du royaume de Jérusalem.

## Histoire
En 1141, Ascalon était encore tenue par les Fatimides d'Égypte, et les armées égyptiennes envahissaient chaque année le royaume croisé à partir d'Ascalon. Ibelin fut construit dans le but de contenir ces attaques. Le château initial, bâti par le roi Foulques de Jérusalem comptait quatre tours. La seigneurie fut donnée à Barisan d'Ibelin, puis fut conquise par Saladin après la bataille de Hattin en 1187.

## Géographie
Le site d'Ibelin était occupé depuis les temps les plus anciens ; les Romains l'appelaient Iamnia. Les Juifs y avaient le Conseil de Yavné après la destruction du second temple de Jérusalem. Les Arabes le nommèrent Yebna. Le château croisé fut construit entre Jaffa et Ascalon, près de Montgisard et de Rama.
Actuellement, Ibelin s'appelle Yavné.

## Féodalité
Suzerain : le comte de Jaffa

## Liste des seigneurs
- 1141-1151 : Barisan d'Ibelin († 1151), seigneur d'Ibelin et de Rama
- 1151-1170 : Hugues d'Ibelin († 1170), seigneur d'Ibelin et de Rama, fils aîné du précédent
- 1170 : Baudouin d'Ibelin († 1187), seigneur de Rama, second fils de Barisan. Il donne immédiatement Ibelin à son frère cadet.
- 1170-1187 : Balian d'Ibelin († 1193), troisième fils de Barisan, seigneur d'Ibelin et de Naplouse